# Mignon Good Eberhart
Mignon Good Eberhart, nota anche come Mignon G. Eberhart (Lincoln, 6 luglio 1899 – Greenwich, 8 ottobre 1996), è stata una scrittrice statunitense.

## Biografia
Nata nel Nebraska, Mignonette Good frequentò la Nebraska Wesleyan University dal 1917 al 1920, senza tuttavia conseguire la laurea. Nel 1923 sposò Alanson C. Eberhart, un ingegnere civile (da cui divorziò nel 1946 per sposare John Hazen Perry; ma nel 1948 divorziò una seconda volta e risposò il primo marito). Viaggiando moltissimo, a causa del lavoro del marito, la Eberhart iniziò a scrivere nel tempo libero ispirandosi ai popolarissimi romanzi di Mary Roberts Rinehart e nel 1925 pubblicò il suo primo lavoro, un racconto lungo dal titolo The Dark Corridor. Nel 1929 uscì infine il suo primo romanzo giallo The Patient in Room 18, mentre col terzo, The Mystery of Hunting's End, ottenne nel 1931 lo Scotland Yard Prize. Quattro anni più tardi la scrittrice ricevette una laurea honoris causa dalla sua ex università.
Divenuta una famosa autrice nell'epoca d'oro del giallo classico - era nota come l'Agatha Christie d'America - scrisse nel corso della sua vita 59 romanzi, l'ultimo dei quali fu pubblicato nel 1988, alla vigilia del suo ottantanovesimo compleanno. I suoi romanzi hanno solitamente come protagonista un'eroina in pericolo ed intrecciano una vicenda misteriosa con una storia romantica.
Nel 1971 le fu conferito il premio "Grand Master" dei Mystery Writers of America e nel 1995 ricevette il Premio Agatha alla carriera.

## Romanzi

### Serie di Sarah Keate
- The Patient in Room 18, 1929[6];
  - La stanza n. 18, Supergiallo Mondadori 1935, I Classici del Giallo Mondadori n. 222, 1975, I Bassotti, Polillo, Milano 2013;
- While the Patient Slept, 1930;
  - L'elefante di giada, I Libri Gialli n. 158, 1937; I Classici del Giallo Mondadori n. 272, 1977;
- The Mystery of Hunting's End, 1930;
  - La trappola, I libri gialli; 145, Milano-Verona : A. Mondadori, stampa 1936
- From This Dark Stairway, 1931
  - Enigma nella clinica, I Classici del Giallo Mondadori n. 1150, 2007
- Murder by an Aristocrat, 1932, tit. alt. Murder of My Patient
  - Uno di noi, I Libri Gialli n. 122, I Classici del Giallo Mondadori n. 508, 1986
- Wolf in Man's Clothing, 1942
  - Divorzio provvisorio, Giallo Mondadori n. 36, 1948
- Man Missing, 1954
  - Tre galloni d'oro, Giallo Mondadori n. 367, 1956

### Altri romanzi
- The White Cockatoo, 1933
  - L'albergo dei quattro venti, I Classici del Giallo Mondadori n. 191, 1974 (o anche "Il pappagallo bianco", Polillo Editore)
- The Dark Garden, 1936, tit. alt. Death in the Fog
  - Nella nebbia, I Classici del Giallo Mondadori n. 42, 1968
- The Cases of Susan Dare, 1934
- The House on the Roof, 1935
- Fair Warning, 1936
  - Prigioniera delle ombre, Giallo Mondadori n. 3091, 2013
- Danger in the Dark, 1937, tit.alt. Hand in Glove
- The Pattern, 1937
  - Mosaico perfetto, Giallo Mondadori n. 398, 1956, I Classici del Giallo Mondadori n. 289, 1978
- The Glass Slipper, 1938
  - La scarpina di vetro, Giallo Mondadori n. 1759, 1982, I Classici del Giallo Mondadori n. 818, 1998
- Hasty Wedding, 1938
  - L'ereditiera di Chicago, Giallo Mondadori n. 94, 1950, I Classici del Giallo Mondadori n. 919, 2002
- The Chiffon Scarf, 1939
- Brief Return, 1939
  - Breve ritorno, Giallo Mondadori n. 2, 1946, I Classici del Giallo Mondadori n. 21, 1967, I Classici del Giallo Mondadori n. 1015, 2004
- The Hangman's Whip, 1940
  - L'astuccio d'oro, I Classici del Giallo Mondadori n. 869, 2000
- Speak No Evil, 1941
  - Le tre scimmiette, I Classici del Giallo Mondadori n. 843, 1999
- With This Ring, 1941
  - Nella bufera, Giallo Mondadori n. 19, 1947,  I Classici del Giallo Mondadori n. 1126, 2006
- Fourth Mystery Book, 1942
- The Man Next Door, 1943
  - Il garofano rosso, Giallo Mondadori n. 63, 1949
- Unidentified Woman, 1943
  - Delitto a Villa Steane, Giallo Mondadori n. 28, 1947, I Classici del Giallo Mondadori n. 963, 2003
- Escape the Night, 1944
  - Qualcosa deve accadere, Giallo Mondadori n. 14, 1946, I Classici del Giallo Mondadori n. 1050, 2005
- Wings of Fear, 1945
- Five Passengers from Lisbon, 1946
- The White Dress, 1946
  - La veste bianca, Giallo Mondadori n. 30, 1947
- Another Woman's House, 1947
  - La casa dell'altra, Giallo Mondadori n. 1785, 1983
- House of Storm, 1949
  - La casa nella tempesta, Giallo Mondadori n. 1833, 1984
- Hunt With the Hounds, 1950
- Caccia alla volpe, Giallo Mondadori n. 203, 1952, I Classici del Giallo Mondadori n. 73, 1969, I Classici del Giallo Mondadori n. 740, 1995
- Never Look Back, 1951
  - Colpo alla nuca, I gialli del secolo, 1952; con il titolo Non ti voltare, Il gialloromanzo
- Dead Men's Plans, 1952
- Non è possibile, Giallo Mondadori n. 245, 1953, I Classici del Giallo Mondadori n. 111, 1971
- The Unknown Quantity, 1953
  - Il conto non torna, Giallo Mondadori n. 280, 1954, I Classici del Giallo Mondadori n. 257, 1976
- Postmark Murder, 1956
  - La paura è un virus, Giallo Mondadori n. 1299, 1973, I Classici del Giallo Mondadori n. 630, 1991
- Another Man's Murder, 1957
  - Nel momento sbagliato, Giallo Mondadori n. 507, 1958, I Classici del Giallo Mondadori n. 549, 1988
- Melora, 1959, tit. alt. Promise of Murder
  - Una lama nell'ombra, Giallo Mondadori n. 621, 1960, I Classici del Giallo Mondadori n. 385, 1981
- Jury of One, 1960
  - Nessuno ti sentirà, Giallo Mondadori n. 649, 1961
- The Cup, the Blade or the Gun, 1961, tit. alt. The Crime at Honotassa
  - Delitto a Honotassa, I Classici del Giallo Mondadori n. 432, 1983
- Enemy in the House, 1962
  - Il nemico nell'ombra, I Classici del Giallo Mondadori n. 406, 1982
- Run Scared, 1963
  - Il nemico ti ascolta, Giallo Mondadori n. 814, 1964, I Classici del Giallo Mondadori n. 482, 1985
- Call After Midnight, 1964
  - Dodici rintocchi, Giallo Mondadori n. 883, 1966, I Classici del Giallo Mondadori n. 448, 1984
- R.S.V.P. Murder, 1965
- Riservata Personale, Giallo Mondadori n. 925, 1966, I Classici del Giallo Mondadori n. 516, 1986
- Witness at Large, 1966
  - Fuori l'autore, Giallo Mondadori n. 1004, 1968, I Classici del Giallo n. 562, 1988
- Woman on the Roof, 1967
  - Pericolosamente vivo, Giallo Mondadori n. 1028, 1968, I Classici del Giallo Mondadori n. 585, 1989
- Message from Hong Kong, 1969
  - Messaggio da Hong Kong, Giallo Mondadori n. 1129, 1970, I Classici del Giallo Mondadori n. 600, 1990
- El Rancho Rio, 1970
- Tempesta al Rancho Rio, Giallo Mondadori n. 1176, 1971, I Classici del Giallo n. 620, 1990
- Two Little Rich Girls, 1971
  - Assassino a piede libero, Giallo Mondadori n. 1231, 1972, I Classici del Giallo n. 670, 1992
- Murder in Waiting, 1973
  - Il giudice assassinato, Il giudice buonanima, Giallo Mondadori n. 1326, 1974, I Classici del Giallo n. 767, 1996
- Nine O'Clock Tide, 1977
- Notte ideale per un delitto, Giallo Mondadori n. 1646, 1980, I Classici del Giallo Mondadori n. 713, 1994, I Classici del Giallo Mondadori n. 1187, 2008
- Danger Money, 1975
  - La casa segreta, Giallo Mondadori n. 1401, 1975, I Classici del Giallo Mondadori n. 686, 1993
- Family Fortune, 1976
- Bayou Road, 1979
- Casa Madrone, 1980
  - La verità di casa Madrone, Giallo Mondadori n. 1694, 1981
- Family Affair, 1981
  - Affare di famiglia, Giallo Mondadori n. 1743, 1982
- Next of Kin, 1982
  - L'ultimo incarico, I Classici del Giallo Mondadori n. 789, 1997
- The Patient in Cabin C, 1983
- Alpine Condo Crossfire, 1984
  - La giustizia è cieca, Giallo Mondadori n. 1889, 1985
- A Fighting Chance, 1986
  - Non c'è pace per gli innocenti, Giallo Mondadori n. 1977, 1986
- Three Days for Emeralds, 1988
  - Whisky e smeraldi, Giallo Mondadori n. 2072, 1988

## Filmografia
- 1935: The White Cockatoo, regia di Alan Crosland, dall'omonimo romanzo con Jean Muir e Ricardo Cortez
- 1935: While the Patient Slept, regia di Ray Enright, dall'omonimo romanzo, con  Aline MacMahon e Guy Kibbee
- 1936: The Murder of Dr. Harrigan (sceneggiatura), regia di Frank McDonald, con Ricardo Cortez e Mary Astor
- 1936: Murder by an Aristocrat, regia di Frank McDonald, dall'omonimo romanzo, con Marguerite Churchill (Sally Keating) e Lyle Talbot
- 1937: The Great Hospital Mystery, regia di James Tinling, con Jane Darwell e Sig Ruman
- 1938: The Dark Stairway, regia di Arthur B. Woods, dal romanzo From This Dark Stairway, con Hugh Williams
- 1938: The Patient in Room 18, regia di Bobby Connolly e Crane Wilbur, dall'omonimo romanzo, con Ann Sheridan e Patric Knowles
- 1938: Mystery House, regia di Noel M. Smith,  The Mystery of Hunting's End,, con Ann Sheridan e Dick Purcell
- 1945: Three's a Crowd, regia di Lesley Selander, dal romanzo Hasty Wedding, con Pamela Blake e Charles Gordon